# Dexter (TV-serie)
För den animerade TV-serien av Hanna-Barbera, se Dexters laboratorium
Dexter är en amerikansk TV-serie som handlar om Dexter Morgan (Michael C. Hall), en kriminaltekniker specialiserad inom blodanalys för Miami Metro Police Department som är seriemördare. Serien producerades av den amerikanska nätverket Showtime och sändes mellan 2006 och 2013. 
Serien har lett till flera spinoffs och uppföljare. Dexter: New Blood, som utspelar sig tio år efter slutet på originalserien, hade premiär 2021. Dexter: Original Sin, som utspelar sig femton år före originalserien, hade premiär 2024. Ytterligare en uppföljare, Dexter: Resurrection, hade premiär i juli 2025.

## Handling
Dexter strukturerar sina mord runt "Harrys kodex", en serie etik och förfaranden hans adoptivfar Harry Morgan (polis i Miami) hade utarbetat för att se till att Dexter aldrig åker fast och för att säkerställa att Dexter endast dödar omoraliska människor. Harry lärde även Dexter att interagera övertygande trots hans dissociativa störning, som Harry trodde var psykopati, orsakat av att han hade bevittnat det brutala mordet på sin biologiska mor, Laura Moser.  
Som vuxen har Dexter undgått misstankar (med ett par undantag), genom att vara trevlig och generös och upprätthålla allmänt ytliga relationer. Men, hans tillgivenhet till sin adoptivsyster, Debra, flickvännen (senare fru), Rita, sina styvbarn Astor och Cody och senare sin biologiska son, Harrison, har alla bidragit till att komplicera Dexters dubbelliv och fått honom att ifrågasätta sitt behov av att döda. Faktum är att hans förhållande med Rita, i den första säsongen, satte igång den långsamma men stadiga humaniseringen av Dexter, som utvecklas ytterligare med varje säsong, då Dexter börjar känna en mängd olika känslor för första gången på decennium.  
I säsong 6 inkommer seriemördaren "The Doomesday-killer", vilket egentligen är två personer. Duon innehåller en mästare och en lärling. 

## Rollfördelning
Förutom Michael C. Hall, innehåller serien Jennifer Carpenter som Dexters adoptivsyster, kriminalpolis Debra Morgan, och James Remar som Dexters avlidna far Harry. Dexters medarbetare inkluderar Lauren Vélez som biträdande poliskommissarie María LaGuerta, Dexter och Debras handledare, David Zayas som kriminalpolis Angel Juan Marcos Batista och C.S. Lee som labteknikern Vince Masuka. Julie Benz spelade Dexters flickvän, senare hustru, Rita Morgan, i säsong 1-4. Ritas barn Astor och Cody spelas av Christina Robinson och Preston Bailey (som ersatte Daniel Goldman efter den första säsongen). Erik King porträtterade den problemfyllda kriminalpolisen James Doakes de två första säsongerna av serien. Desmond Harrington anslöt säsong 3 som kriminalpolis Joseph Quinn. Keith Carradine, som FBI-agenten Frank Lundy, och Jimmy Smits som biträdande åklagare Miguel Prado, dök upp i varsin säsong, säsong 2 respektive 3. John Lithgow anslöt den fjärde säsongen som "Trinity-mördaren". Carradine återvände i säsong 4 och repriserade sin roll som nyligen pensionerade FBI-agenten Frank Lundy, som jagade Trinity-mördaren.
Noterbara framträdanden i säsong 1 inkluderar Christian Camargo som Frysbilsmördaren, och Mark Pellegrino som Ritas misshandlande ex-man Paul. Brad William Henke hade en roll som det amputerade offret Tony Tucci, även han i den första säsongen. Margo Martindale hade en återkommande roll som Camilla, en kontorist som var nära vän med Dexters adoptivföräldrar. Geoff Pierson spelar Tom Matthews, poliskommissarie på Miami Metros mordrotel. Jaime Murray porträtterade Lila Tournay i säsong 2, en vacker men rubbad brittisk konstnär blir besatt av Dexter. Malcolm-Jamal Warner dök upp som en familjeadvokat, och John Marshall Jones spelade en man som mördar sin fru, innan han blir skjuten av Doakes. Anne Ramsay porträtterade försvarsadvokaten Ellen Wolf, Miguels ärkefiende. Valerie Cruz hade en återkommande roll som Miguels fru, Sylvia. David Ramsey, som spelar informatören Anton Briggs i säsong 3, återvände i säsong 4, då i ett förhållande med Debra. Courtney Ford presenterades som en ambitiös reporter som blandar nytta med nöje, då hon har ett förhållande med Joseph, samtidigt som hon fiskar efter källor och stories. April L. Hernandez anslöt tidigt under den femte säsongen som Cira Manzon, en patrullerande polis som inkluderades av Debra Morgan i en utredning, på grund av hennes latinamerikanska ursprung och kunskap om Santa Muerte. Julia Stiles anslöt lite senare som Lumen Pierce, en kvinna som inleder ett komplicerat förhållande med Dexter efter tragedin som kulminerade i den föregående säsongen.

## Seriens säsonger
Seriens första säsong var till stor del baserad på romanen Dexters dunkla drömmar av Jeff Lindsay, den första boken i hans serie om Dexter. Efterföljande säsonger har utvecklats oberoende av Lindsays verk. Den gjordes om till TV av manusförfattaren James Manos, Jr., som skrev det första avsnittet.  
Serien hade premiär den 1 oktober 2006, på Showtime. Säsongfinalen för säsong 4 sändes den 13 december 2009 för en rekordstor publik om 2,6 miljoner tittare, vilket gör det till det mest sedda avsnittet i serien någonsin på Showtime. Den femte säsongen avslutades den 12 december 2010. Den 18 november 2011 meddelades det att Dexter hade förnyats för ytterligare två säsonger. Säsong 7 hade premiär den 30 september 2012. Det första avsnittet av säsong 7 blev det mest sedda Dexteravsnittet någonsin med över 3 miljoner tittare. Säsong 8 blev den då sista säsongen för Dexter och premiärsändes den 30 juni 2013. År 2020 tillkännagavs att Showtime beställt 10 nya avsnitt av serien. Clyde Phillips som skrev manus till dom fyra första säsongerna kommer åter att vara manusförfattare. Säsong 9 beräknas ha premiär under hösten 2021.

## Mottagande
Serien har mottagit mycket bra kritik och blivit väldigt populär. Säsongsavslutningen av säsong 4 visades den 13 december 2009 för en rekordstor publik på 2,6 miljoner tittare, vilket gjorde den till det TV-serieavsnitt med mest tittare någonsin på Showtime. Michael C. Hall har mottagit ett flertal priser och nomineringar för sin roll som Dexter, inkluderat en Golden Globe.  

## DVD
I Sverige har Dexter släppts av CBS DVD/Paramount på DVD
| Säsong   | Episoder | Release datum    | Release datum    | Release datum |
| Säsong   | Episoder | Region 1         | Sverige          |               |
| -------- | -------- | ---------------- | ---------------- | ------------- |
| Säsong 1 | 12       | 21 juli 2007     | 27 februari 2008 |               |
| Säsong 2 | 12       | 19 augusti 2008  | 24 juni 2009     |               |
| Säsong 3 | 12       | 18 augusti 2009  | 23 juni 2010     |               |
| Säsong 4 | 12       | 17 augusti 2010  | 29 juni 2011     |               |
| Säsong 5 | 12       | 16 augusti 2011  | 13 juni 2012     |               |
| Säsong 6 | 12       | 14 augusti 2012  | 14 november 2012 |               |
| Säsong 7 | 12       | 14 maj 2013      | 8 januari 2014   |               |
| Säsong 8 | 12       | 12 november 2013 | 25 juni 2014     |               |